# Убийство на Рафик Харири
Убийството на Рафик Харири, бивш министър-председател на Ливан, е извършено на 14 февруари 2005 година в Бейрут заедно с още 21 души. Причина за смъртта е експлозия, еквивалентна на 1 тон тротил. Експлозивът се намира в кола, в която се вози Харири, в близост до хотел St. George. Сред убитите са и няколко телохранители на Харири и неговият приятел и бивш министър на икономиката Басел Флейхан. Харири е погребан заедно със загиналите телохранители на място близо до джамията Мохамед Ал-Амин.
Според CBC News, The Wall Street Journal и израелския ежедневник Ha'aretz Специалният ливански трибунал след независимо разследване, проведено от капитан Уисам ал Хасан от ливанските сили за вътрешна сигурност, са открити доказателства, че зад атентата стои военното крило на „Хизбула“. Капитан Уисам ал Хасан, след опит да си сътрудничи в разследването с капитан Еид, става жертва на бомбен атентат.

## Разследване на ООН
Харири и антисирийските опозиционни сили подлагат на съмнение плана за удължаване мандата на ливанския президент Емил Лахуд. Тяхното недоволство прераства в гражданско неподчинение, известно като ливанската „Кедрова революция“. Ливанският лидер на друзите Уалид Джумблат – нов поддръжник на антисирийската опозиция – твърди, че през 2004 година сирийският президент Башар ал-Асад заплашва Харири с думите: „Лахуд ме представлява. Ако ти и Жак Ширак искате да се изтегля от Ливан, аз ще унищожа Ливан.“
Съединените американски щати, Европейският съюз и ООН настояват за изтегляне на Сирия от Ливан и международно разследване на инцидента, без да отправят обвинения към сирийския президент.
Коментарите за Джумблат са доста противоречиви:
- Би Би Си го описва с думите „много хора виждат в негово лице политическия ветропоказател на страната“;
- постоянно мени ориентацията си с цел винаги да бъде с печелившата страна[5];
- заема позиция в подкрепа на Сирия след войната от 1975 година;
- след смъртта на бившия сирийски президент Хафез ал-Асад през 2000 година променя възгледите си.

Докладът на ООН, известен като „доклад на Фицжералд“, не отправя преки обвинения към Сирия или политическа партия, а изтъква, че само международно разследване може да разкрие кои са виновните.
Лара Марлоу, ирландска журналистка, излиза с твърдение, че Харири ѝ бил казал, че е заплашван. Ливанското правителство се съгласява да проведе разследване, като настоява да участва, въпреки че преотстъпва ръководството на службите си по разследването. Настоява също да бъде запазен суверенитетът на страната.
Според показанията, Харири напомня на Асад за обещанието му да не подкрепи удължаването на мандата на Лахуд. Това провокира Асад да отговори с твърдението, че е настъпила политическа промяна и решението вече е взето. Асад добавя, че Лахуд трябва да бъде разглеждан като негов личен представител в Ливан и да се противопоставяш на Лахуд е като да се противопоставяш на самия Асад. Сирийският лидер казва, че би сринал Ливан пред перспективата на неподчинение.
Лара Марлоу, с която Харири разговаря, потвърждава обвиненията на Асад. Според показанията, Асад заплашва Харири и Джумблат с физическа разправа, ако се противопоставят на удължаването мандата на Лахуд. Срещата между Асад и Харири продължава не повече от десет минути и е последната подобна. След срещата, Харири казва на поддръжниците си, че нямат друг избор освен този да подкрепят удължаването мандата на Лахуд. Мисията получава доклади и за други заплахи, отправени от държавни лица в сферата на сигурността. Мотивът е същия – подкрепа за мандата на Лахуд. Много анализатори също смятат, че Асад не е особено доволен от факта, че Харири подкрепя Резолюция 1559, която подвежда Сирия под отговорност. Тази резолюция е подкрепена от Жак Ширак, бивш президент на Франция и много близък приятел на Харири.
Съветът за сигурност на ООН приема Резолюция 1595, в която подкрепя изпращането на международна комисия да разследва убийството на бившия ливански премиер Рафик Харири. Този екип е оглавяван от германския съдия Детлев Мелис и представя своя първи доклад пред Съвета по сигурност на 20 октомври 2005 година. Според доклада на Мелис в убийството са замесени сирийски и ливански държавни лица, сред които и директорът на сирийското военно разузнаване Асеф Шаукат и тъстът на сирийския президент Башар ал-Асад. Президентът на САЩ Джордж Уокър Буш призовава за свикване на специално събрание на ООН, на което да бъде обсъден международният отговор. Детлев Мелис моли за допълнително време, за да може да разследва всички улики. Ливански политици се обявяват за продължаване на разследването и включване в него разследване на убийствата на други антисирийски политици, като Джебран Туени. Вторият доклад на 10 декември 2005 година, потвърждава заключенията на първия. На 11 януари 2006 година, Мелис е заменен от белгийския съдия Серж Брамерц.
Сирия разполага със значително присъствие в Ливан в разузнаването и военната сфера. Въпреки това Дамаск многократно твърди, че не разполага с информация за атентатите. Докладите на ООН, финансирани от Обединеното кралство и САЩ, дават убедителни доказателства, уличаващи сирийски и ливански лица. Съветът на ООН гласува единодушно от Сирия да бъде поискано да сътрудничи на разследващите представители на ООН. Според последния доклад на Серж Брамерц Сирия сътрудничи на разследването.
На 30 декември 2005 година бившият вицепрезидент на Сирия Абдул Халим Хаддам в телевизионно предаване заявява, че Башар ал-Асад е замесен в убийството на Рафик Харири и Асад лично го е заплашвал месец преди инцидента. Това интервю е причина да бъдат отправени обвинения за предателство към бившия вицепрезидент Хаддам.
На 18 декември 2006 година в доклад на разследващия Серж Брамерц се казва, че според ДНК доказателства, иззети от мястото на атентата, вероятният извършител е млад мъж-камикадзе.
На 28 март 2008 година според 10-ия доклад на разследването атентатът е извършен от "мрежа от индивиди, които действат дирижирано с цел да убият Рафик Харири и криминалната мрежа – „Мрежата Харири“ или части от нея са свързани с другите случаи, които разследва комисията." Съветът за сигурност удължава мандата на разследването, който трябва да приключи през декември 2008 година, с още 2 месеца.
На 7 февруари 2012 година турският в-к Hurriyet пише, че следователи на ООН са интервюирали Лоуаи Сакка с цел да разберат дали той има някаква връзка с убийството на Харири.

## Специален трибунал
На 6 февруари 2006 година ООН и правителството на Ливан се споразумяват да създадат Специален трибунал за Ливан. За първи път в историята международен съд ще разглежда вината на лица, свързани с тероризъм, извършен срещу определено лице. ООН се опитва да задвижи процеса в началото на 2007 година. Това е акт, на който се противопоставят както Сирия, така и нейните привърженици в Ливан.
През декември 2007 година Нидерландия се съгласява да бъде домакин на трибунала. Той е разположен в град Лейдсчендам, предградие на Хага. Съдът отваря врати на 1 март 2009 година.
На 29 април 2009 година след молба на прокурора Даниел Белемаре съдът нарежда „незабавно освобождаване“ на единствените 4 задържани заподозрени. Причината е липсата на безспорни доказателства. Задържаните са генерал Джамил ал Сайед (командващ общата охрана), генерал Али ал Хаж (началник на силите за вътрешен ред), бригаден генерал Реймонд Азар (главнокомандващ разузнаването) и бригаден генерал Мустафа Хамдан (началник на президентстката охрана).
На 30 юни 2011 година израелският в-к Haaretz пише, че трибуналът е съставил обвинителни актове на 4-те ливански лица, които са членове на Хизбула, и на чужденец. Обвинителните актове са връчени от представители на Международния съд в Хага.

## Х. Насрала („Хизбула“)
През август 2010 година, в отговор на това, че Трибуналът на ООН ще подведе под отговорност някои от членовете на „Хизбула“, Хасан Насрала казва, че Израел търси начин да убие Харири още от 1993 година с цел да създаде политически хаос. Това би довело до евентуално изтегляне на Сирия от Ливан.

## Последствия
Рафик Харири се ползва с особено уважение сред световните лидери. Той е близък приятел с френския президент Жак Ширак. Някои го смятат за опасен, тъй като поддържа връзки с ЕС и Запада. Ширак е сред първите, които се обаждат по телефона да предадат съболезнования на съпругата на Харири. Специален трибунал за Ливан се създава именно по настояване на френския президент.
След смъртта на Харири следва тази на още няколко души, които също са с антисирийски възгледи, включително Самир Касир, Джордж Хауи, Гербан Туени, Пиер Амин Гемайел и Уалид Еидо. Направени са опити за убийство на Елиас Мур, Май Чидиак и Самир Шехаде, който също е сред разследващите смъртта на Харири.